# Ji (arma)

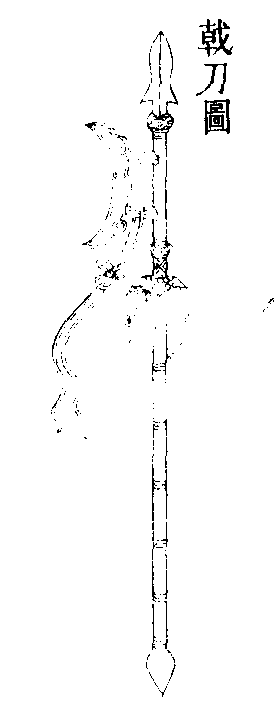

Il Ji (戟) è un'antica arma inastata cinese, ad oggi ancora in uso nelle arti marziali cinesi, normalmente considerata la versione sinica dell'alabarda occidentale.
Il Ji è, in buona sostanza, un'evoluzione della lancia di metallo Mao (矛) ottenuta combinando quest'ultima con l'ascia-daga (Gē). Il Ji fu creato tra l'epoca della dinastia Yin e quello della dinastia Shang. Anticamente era decorata con monete e nastri colorati di seta.
Il Ji interamente in bronzo fu utilizzato ampiamente dalla dinastia Zhou occidentale e quella in ferro apparve nel periodo degli stati combattenti. Durante la dinastia Qin e la dinastia Han il Ji divenne un'arma importantissima utilizzata sia dalle forze di cavalleria che di fanteria. Gradualmente scomparve dai campi di battaglia tra il periodo della dinastia Jìn e l'epoca delle Dinastie del Nord e del Sud. Nel contempo, però, il Ji iniziò ad essere ampiamente utilizzato durante le dimostrazioni popolari. Durante la dinastia Sui e la dinastia Tang, l'arma fu definitivamente relegata alla pratica spettacolistica, all'esercizio fisico e alle cerimonie onorifiche, perdendo una valenza bellica vera e propria.

## Varianti
Nel corso della storia sono stati prodotti numerosi tipi di questa arma: 
- Jiuquji (九曲戟);
- Fangtianhuaji (方天画戟);
- Qinglongji (青龙戟);
- Duanji (短戟);
- Shuangji (双戟);
- Maji (马戟).